# Koivujärvi (sjö i Norra Savolax, lat 63,00, long 26,77)
Koivujärvi är en sjö i Finland. Den ligger i kommunen Tervo i landskapet Norra Savolax, i den centrala delen av landet, 300 km norr om huvudstaden Helsingfors. Koivujärvi ligger 93 meter över havet. Den är 4,1 meter djup. Arean är 19,9 hektar och strandlinjen är 2,53 kilometer lång. Sjön  ingår i Kymmene älvs huvudavrinningsområde. 